# Джерело № 2 (Копашнево)
Джерело № 2 — гідрологічна пам'ятка природи місцевого значення. Об'єкт розташований на території Хустського району Закарпатської області, с. Копашнево, ДП «Хустське ЛДГ», Драгівське лісництво, квартал 27, виділ 29.
Площа — 0,5 га, статус отриманий у 1984 році.